# Laccodrosophila atra
Laccodrosophila atra är en tvåvingeart som beskrevs av Oswald Duda 1927. Laccodrosophila atra ingår i släktet Laccodrosophila och familjen daggflugor. Inga underarter finns listade i Catalogue of Life.